# Elihu Yale
Elihu Yale [vysl. jéjl] (5. dubna 1649 Boston, Massachusetts – 8. července 1721 Londýn, Anglie) byl bohatý guvernér Madrásu v britské Východní Indii a první mecenáš Yale University, která dnes nese jeho jméno.

## Život
Elihu Yale se v roce 1652 vrátil s rodinou do Anglie a vyrostl v Londýně. Roku 1671 se vydal do Madrasu (dnešní Čennaí) v Indii jako zaměstnanec Východoindické společnosti. Jako velmi úspěšný obchodník se roku 1687 stal guvernérem a důsledně pronásledoval obchodníky, kteří neměli licenci Východoindické společnosti. Roku 1692 po skandálu jako guvernér odstoupil a 1699 se vrátil do Anglie. Mezi lety 1714 a 1721 věnoval koleji v Saybrooku, která se roku 1716 přestěhovala do New Havenu (Connecticut), zboží v hodnotě 800 liber a 417 knih, což bylo tehdy velké bohatství. Kolej z vděčnosti přijala roku 1718 jeho jméno a roku 1867 se oficiálně přejmenovala na Yale University.
Na jeho hrobce ve Wrexhamu v severním Walesu, odkud jeho rodina pocházela, stojí následující nápis:
Born in America, in Europe bred
In Africa travell'd and in Asia wed
Where long he liv'd and thriv'd; In London dead
Much good, some ill, he did; so hope all's even
And that his soul thro' mercy's gone to Heaven
You that survive and read this tale, take care
For this most certain exit to prepare
Where blest in peace, the actions of the just
Smell sweet and blossom in silent dust.

„Narozen v Americe, v Evropě vychován / v Africe cestoval a v Asii se oženil, / kde dlouho žil a byl; v Londýně umřel. / Mnoho dobrého a něco špatného udělal; doufejme, že se to vyrovná / a že jeho duše z milosti dojde do nebes. / Vy, kdo jste přežili a toto čtete, starejte se, / abyste se na tento jistý konec připravili, / kde blažení jsou v pokoji a skutky spravedlivých / sladce voní a kvetou v mlčenlivém prachu.“